# Dorylus labiatus
Dorylus labiatus är en myrart som beskrevs av William Edward Shuckard 1840. Dorylus labiatus ingår i släktet Dorylus och familjen myror. Inga underarter finns listade i Catalogue of Life.